# Batalla de Bardia
La batalla de Bardia va tenir lloc entre el 3 i el 5 de gener de 1941, en el marc de l'operació Compàs, la primera operació militar britànica de la campanya del Desert Occidental de la Segona Guerra Mundial.
Va ser la primera batalla de la guerra en la qual va participar una formació de l'exèrcit australià, la primera que va ser comandada per un general australià i la primera que va ser planificada per un estat major australià. La  6a Divisió australiana (major general Iven Mackay) va assaltar la fortalesa italiana de Bardia, Líbia, assistida per suport aeri i trets navals i sota la cobertura d'una barrera d'artilleria. La 16a Brigada d'Infanteria australiana va atacar de matinada des de l'oest, on se sabia que les defenses eren febles. Els sapadors van crear forats al filferro de pues amb torpedes Bangalore i van omplir i trencar els costats de la rasa antitanc amb pics i pales . Això va permetre que la infanteria i els 23 tancs Matilda II del 7è Regiment Reial de Tancs poguessin entrar a la fortalesa i capturar tots els seus objectius, juntament amb 8.000 presoners.
En la segona fase de l'operació, la 17a Brigada d'Infanteria d'Austràlia va aprofitar la bretxa feta al perímetre i va pressionar cap al sud fins a una línia secundària de defenses coneguda com Switch Line. El segon dia, la 16a Brigada d'Infanteria australiana va capturar el poble de Bardia, tallant la fortalesa en dos. Milers de presoners més van ser fets i la guarnició italiana ara només resistia a les parts més al nord i al sud de la fortalesa. El tercer dia, la 19a Brigada d'Infanteria australiana va avançar cap al sud des de Bardia, recolzada per l'artilleria i els sis tancs operatius Matilda. El seu avanç va permetre a la 17a Brigada d'Infanteria australiana avançar també i les dues brigades van reduir el sector sud de la fortalesa. Les guarnicions italianes al nord es van rendir a la 16a Brigada d'Infanteria d'Austràlia i al Grup de Suport de la 7a Divisió Blindada fora de la fortalesa. En total, es van fer uns 36.000 presoners italians.
La victòria a Bardia va permetre a les forces aliades continuar l'avanç cap a Líbia i capturar gairebé tota la Cirenaica, la qual cosa va portar a l'operació Sonnenblume, intervenció alemanya en els combats al nord d'Àfrica, canviant la naturalesa de la guerra al teatre.

## Fons

### Invasió italiana d'Egipte

Zona de batalla de l'operació Compass de desembre de 1940 a febrer de 1941

Itàlia va declarar la guerra al Regne Unit el 10 de juny de 1940. Limitant amb la colònia italiana de Líbia hi havia el Regne d'Egipte. Encara que era un país neutral, Egipte va ser ocupat pels britànics segons els termes del tractat anglo-egipci de 1936, que permetia a les forces militars britàniques ocupar Egipte si el canal de Suez era amenaçat. A la frontera entre Líbia i Egipte van començar una sèrie d'atacs i escaramuzas transfrontereres. El 13 de setembre de 1940, una força italiana va avançar a través de la frontera cap a Egipte, arribant a Sidi Barrani el 16 de setembre, on l'avanç es va aturar fins que es poguessin superar les dificultats logístiques.
La posició d'Itàlia al centre del Mediterrani va fer que fos inacceptablement perillós enviar vaixells des de Gran Bretanya a Egipte per aquesta ruta, de manera que els reforços i subministraments britànics per a la zona van haver de viatjar al voltant del Cap de Bona Esperança. Per aquest motiu, era més convenient reforçar el comandament de l'Orient Mitjà del general Sir Archibald Wavell amb tropes d'Austràlia, Nova Zelanda i l'Índia. No obstant això, fins i tot quan Gran Bretanya va ser amenaçada d'invasió després de la Batalla de França i es va requerir urgentment equip per reequipar la Força Expedicionària Britànica després de les seves pèrdues en l'evacuació de Dunkerque, encara es van enviar tropes i subministraments al Comandament de l'Orient Mitjà. Un comboi que va sortir del Regne Unit l'agost de 1940 va portar armes, botigues, munició i tres regiments blindats, inclòs el 7è Regiment Reial de Tancs, equipat amb tancs Matilda II.
El 9 de desembre de 1940, la Força del Desert Occidental sota el comandament del major general Richard O'Connor va atacar la posició italiana a Sidi Barrani. La posició va ser capturada, 38.000 soldats italians van ser fets presoners i la resta de la força italiana va ser expulsada. La Força del Desert Occidental va perseguir els italians fins a Líbia, i la 7a Divisió Blindada es va establir a l'oest de Bardia, tallant les comunicacions terrestres entre la forta guarnició italiana i Tobruk. L'11 de desembre, Wavell va decidir retirar la 4a divisió índia i enviar-la al Sudan per participar en la campanya d'Àfrica Oriental. La 6a divisió australiana (major general Iven Mackay) va ser portada des d'Egipte per reemplaçar-la i Mackay va assumir el comandament de la zona el 21 de desembre de 1940.

### Geografia
A diferència del Gran Mar de Sorra, la part costanera del desert de Líbia és pedregosa en lloc de sorrenca, però no és menys àrida i suporta poca vegetació. Prop de la costa, el terreny estava trencat pels uadis. Els vehicles militars podien travessar el desert pedregós amb poca dificultat, tot i que la calor, la pols i el vent van provocar el seu ràpid deteriorament. Com que era tan poc poblat, es podien utilitzar bombes i obusos amb un risc mínim de víctimes civils. Les nits d'hivern podrien ser molt fredes, però els dies encara podrien ser incòmodament calorosos. Gairebé no hi havia menjar ni aigua, i poc refugi del fred, la calor o el vent. El desert, però, estava relativament lliure de malalties.

## Planificació i preparació

### Itàlia
Després del desastre de Sidi Barrani i la retirada d'Egipte, el XXIII Cos (Generale di Corpo d'Armata Annibale Bergonzoli s'enfrontà als britànics des de les fortes defenses de Bardia. Mussolini va escriure a Bergonzoli: "T'he donat una tasca difícil però adequada al teu coratge i experiència com a soldat vell i intrèpid: la tasca de defensar la fortalesa de Bardia fins a l'últim. Estic segur que 'Barba elèctrica' i els seus valents soldats aguantaran a qualsevol preu, fidels fins a l'últim". Bergonzoli va respondre: "Sóc conscient de l'honor i avui he repetit a les meves tropes el vostre missatge, senzill i inequívoc. Estem a Bardia i aquí ens quedem". Bergonzoli tenia aproximadament 45.000 defensors sota el seu comandament. Les divisions italianes que defensaven el perímetre de Bardia incloïen restes de quatre divisions. El sector nord («Gerfah») era en mans del 2a Divisió CC.NN. "28 Ottobre"; el sector centre ("Ponticelli") per la 1a Divisió CC.NN. "23 Marzo" i elements de la 62a Divisió d'Infanteria "Marmarica"; i el sector sud ("Mereiga") per la 63a Divisió d'Infanteria "Cirene" i la resta de la 62a Divisió d'Infanteria Marmarica. Bergonzoli també tenia les restes de la dissolta 64a Divisió d'Infanteria "Catanzaro", unes 6.000 tropes de la Guàrdia Fronterera (GaF), tres companyies de Bersaglieri, part del regiment desmuntat "Cavalleggeri di Vittorio Emanuele II" i una companyia de metralladores de la 60a Divisió d'Infanteria "Sabratha".
Aquestes divisions custodiaven un perímetre de 18 milles (29 km) que tenia una rasa antitanc gairebé contínua, una extensa tanca de filferro de pues i una doble fila de punts forts. Els punts forts estaven situats a aproximadament 800 iardes (730 m) de distància. Cadascun tenia la seva pròpia rasa antitanc, amagada per taulers prims. Cadascun era armat amb un o dos canons anticarro de 47 mm i de dues a quatre metralladores. Les armes eren disparades des de fosses de formigó connectades per trinxeres a un profund búnquer de formigó subterrani que oferia protecció contra el foc de l'artilleria. Les trinxeres no tenien escales de foc i les fosses d'armes no tenien coberta aèria. Cada lloc era ocupat per una patrulla o per una companyia. La fila interior de punts eren similars, excepte que no tenien les rases anticarro. Els punts es van numerar seqüencialment de sud a nord, amb els pals exteriors amb nombres senars i els interiors números parells. Els australians coneixien els números reals a partir de les marques dels mapes capturats a Sidi Barrani i també es mostraven a les mateixes publicacions. A la cantonada sud hi havia una tercera línia de pals, coneguda com a Switch Line. Hi havia sis camps de mines defensius i una dispersió de mines davant d'altres llocs. El principal defecte tàctic d'aquest sistema defensiu era que si l'enemic trencava, els pals podien ser escollits individualment per davant o per darrere.

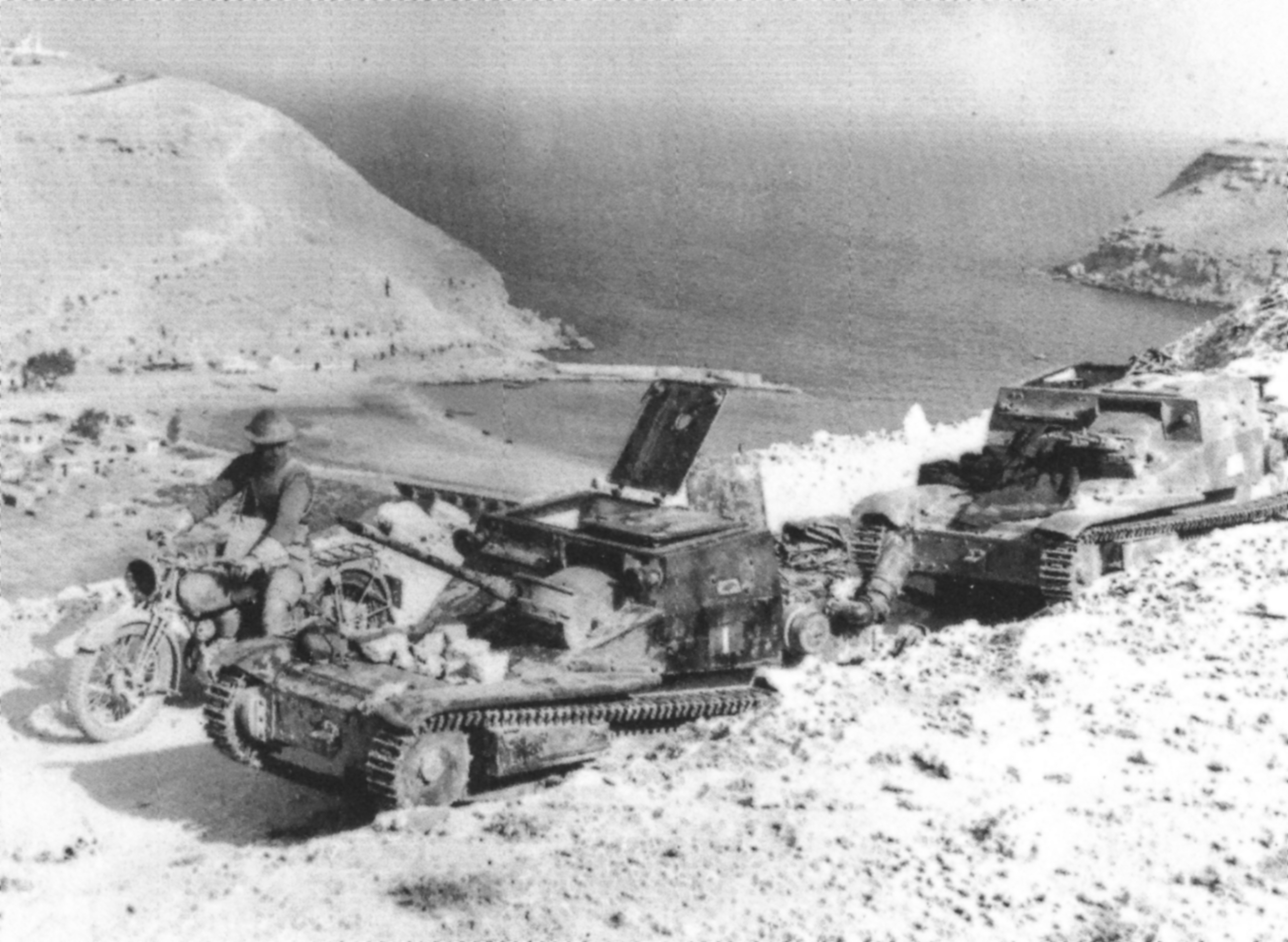
Tanquetes L3 italianes capturades. Al fons hi ha el municipi de Bardia i el seu petit port. La Bardia baixa és a mitja distància; la part superior de la Bardia es troba dalt dels penya-segats del fons.

La defensa recolzava en un fort component d'artilleria que incloïa quaranta-un canons antiaeris Breda Model 35 de 20 mm; vuitanta-cinc canons anticarro de 47 mm; vint-i -sis fusells antitanc Solothurn S-18/1000; quaranta-un canons de suport d'infanteria de 65 mm; cent quaranta-set canons de camp de 75 mm i 77 mm; setanta-sis canons Skoda 100 mm Model 1916 i de 105 ml 1913 Schneider de 105 mm; i vint-i-set obusos mitjans de 120 mm i Obice de 149/12 model 14 149 mm. El gran nombre de models d'armes, molts d'ells força antics, van crear dificultats amb el subministrament de peces de recanvi. Les armes més antigues sovint tenien canons desgastats, cosa que causava problemes amb la precisió. Les existències de munició eren igualment antigues i potser fins a dos terços de les espoletes estaven obsolets, la qual cosa va provocar un nombre excessiu de balades. També hi havia diversos models de metralladores, amb set tipus de munició en ús. La Breda 30, la principal metralladora lleugera, tenia una cadencia de foc baixa i una reputació d'embussar-se. La Fiat-Revelli Modello 1914 era una arma voluminosa i complicada que també era propensa a les aturades. Algunes d'aquestes s'havien reconstruït com a Fiat-Revelli Modello 1935 que, tot i ser una millora, encara no eren fiables. La principal metralladora mitjana, la Breda M37, tenia deficiències, la principal era que utilitzava tires de cartutxos de 20 cartutxos, la qual cosa li donava una velocitat de tir reduïda. L'escassetat de matèries primeres, juntament amb l'augment de la sofisticació tecnològica de les armes modernes, va provocar problemes de producció que van frustrar els esforços per subministrar a l'exèrcit italià el millor equipament disponible. El resultat va ser que la potència de foc dels defensors italians no era ni tan gran ni tan eficaç com hauria d'haver estat.
Com a "reserva mòbil" hi havia tretze tancs mitjans M13/40 i cent quinze tanquetes L3/35. Els L3 eren generalment inútils, els M13/40 eren tancs mitjans efectius amb quatre metralladores i un canó antitanc de 47 mm muntat en torreta per al seu armament principal que eren "en molts aspectes iguals als vehicles de combat blindats britànics"". Els 20 mm de blindatge dels M13/40, tot i que molt més gruixuts que els de les tanquetes, encara podien ser penetrats pels britànics de 2 lliures i les tanquetes no eren rivals per als Matildas britànics ni en blindatge ni en potència de foc. Cap dels tancs de Bardia estava equipat amb ràdio, cosa que dificultava un contraatac coordinat.
Bergonzoli sabia que si Bardia i Tobruk aguantaven, un avenç britànic més enllà a Líbia finalment hauria de caure davant les dificultats logístiques de mantenir una força del desert mitjançant una línia de subministrament terrestre estesa. Sense saber quant de temps havia de resistir, Bergonzoli es va veure obligat a racionar les provisions d'aliments i aigua perquè O'Connor no pogués simplement matar-lo de gana. La fam i la set van afectar negativament la moral dels defensors italians que ja havien estat sacsejades per la derrota a Sidi Barrani. Les condicions mèdiques també van minar la moral, especialment els polls i la disenteria, els resultats d'una higiene deficient.

### Aliats
La 6a divisió australiana s'havia format el setembre de 1939 com a part de la Segona Força Imperial australiana. El primer ministre Robert Menzies va ordenar que tots els comandaments de la divisió anessin a reservistes més que a oficials regulars, que havien estat públicament crítics amb les polítiques de defensa dels polítics de la dreta. Aquestes polítiques van afavorir la Royal Australian Navy, que va rebre la majoria de les despeses de defensa durant el període d'entreguerres. El resultat va ser que quan va arribar la guerra, l'equipament de l'exèrcit era d'època de la Primera Guerra Mundial i les seves fàbriques només eren capaços de produir armes petites. Afortunadament, aquestes armes petites de la Primera Guerra Mundial, el rifle Lee-Enfield i la metralladora Vickers, eren armes sòlides i fiables que romandrien en servei durant tota la guerra; es van augmentar amb la més recent metralladora lleugera Bren. La majoria dels altres equips eren obsolets i s'haurien de substituir, però es requerien noves fàbriques per produir els últims articles, com morters de 3 polzades, canons de camp de 25 lliures i vehicles de motor. El Gabinet de Guerra va tardar per a aprovar-ne la construcció. L'entrenament de la 6a divisió australiana a Palestina, encara que «vigorós i realista», es va veure per tant obstaculitzat per manca d'equipament. Aquestes mancances es van resoldre gradualment amb lliuraments de fonts britàniques. De la mateixa manera, l'esquadró número 3 RAAF va haver de ser enviat a l'Orient Mitjà sense avions ni equipament i subministrat per la Royal Air Force, a costa dels seus propis esquadrons.

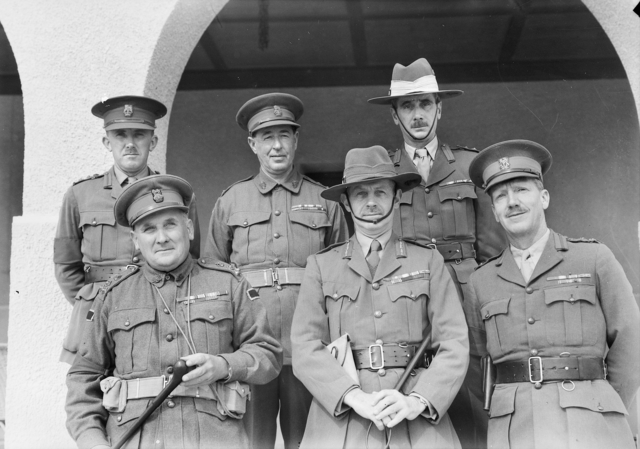
Oficials superiors de la 6a Divisió. Primera fila, d'esquerra a dreta: Brigadier Arthur Allen, 16a Brigada d'Infanteria; Major general Iven Mackay; Brigadier Horace Robertson, 19a Brigada d'Infanteria. Fila posterior, d'esquerra a dreta: el coronel Frank Berryman, GSO1; el brigadier Stanley Savige, 17a Brigada d'Infanteria; Coronel Alan Vasey, AA&QMG. Tots sis havien estat guardonats amb l'Orde del Servei Distingit a la Gran Guerra.

Malgrat la rivalitat entre els oficials regulars i de reserva, l'estat major de la 6a Divisió australiana era una organització eficaç. El brigadier John Harding, el cap d'estat major del XIII Cos, com la Froça del Desert Occidental va ser rebatejada l'1 de gener de 1941, havia estat estudiant a l'Acadèmia d'Estats Major de Camberley juntament amb el cap d'estat major de Mackay, el coronel Frank Berryman, en un moment en què O'Connor hi havia estat instructor. Harding va considerar més tard que el personal de la 6a Divisió d'Austràlia «tan bo com qualsevol que vaig trobar en aquella guerra, i molt eficient.» La doctrina australiana emfatitzava la importància de la iniciativa en els seus líders menors i les petites unitats eren entrenades en patrullatges agressius , especialment de nit.
Quan es va traslladar a la posició al voltant de Bardia el desembre de 1940, la 6a divisió australiana encara continuava experimentant escassetat. Només tenia dos dels seus tres regiments d'artilleria i només el 2/1r Regiment de Camp era equipat amb els nous 25 lliures, que només havia rebut aquell mes. El 2/2n regiment de camp encara era equipat amb dotze obusos de 18 lliures i dotze obusos de 4,5 polzades. Només hi havia un esquadró del 2/6è regiment de cavalleria, ja que la resta del regiment es va desplegar en la defensa dels llocs fronterers d'Al-Jaghbub i l'oasi de Siwa. El 2/1r Batalló de metralladores havia estat desviat a Gran Bretanya i el seu lloc havia estat ocupat per un batalló de metralladores de l'exèrcit britànic, el 1r de Fusellers de Northumberland. El 2/1r Regiment Antitanc també s'havia desviat, de manera que cada brigada d'infanteria havia format una companyia antitanc, però només estaven disponibles onze càrregues de 2 lliures en comptes dels 27 necessaris. Els batallons d'infanteria tenien particularment escassetat de morters i les municions per als rifles antitanc Boys eren escasses.
Per compensar això, O'Connor va augmentar l'artilleria de la 6a divisió australiana del brigadier Edmund Herring amb part de l'artilleria del XIII Cos: el 104è regiment (Essex Yeomanry), Royal Horse Artillery, equipat amb setze canons de 25 lliures; la Bateria F, Royal Horse Artillery, amb dotze; el 51è Regiment de Camp, Royal Artillery, amb vint-i-quatre i el 7è Regiment Mitjà, Royal Artillery, que era equipat amb dos de 60 lliures, vuit obusos de 6 polzades i vuit canons de 6 polzades. També hi havia dos regiments anticarros, el 3r i 106è Regiments, Royal Horse Artillery, equipats amb canons de 2 lliures i Bofors de 37 mm.
Les posicions de canons italians van ser localitzades mitjançant el so oel 6è Regiment d'Inspecció de l'Artilleria Reial. Aquestes posicions es van revelar disparant contra les patrulles australianes, que ara sortien cada nit, cartografiant la rasa antitanc i els obstacles de filferro de pues. Les fotografies aèries de les posicions van ser preses per avions Westland Lysander de l'esquadró núm. 208 de la RAF, escortats pels caces biplans Gloster Gladiator de l'esquadró núm. 3 de la RAAF . La intel·ligència britànica va estimar la força de la guarnició italiana entre 20.000 i 23.000 amb 100 canons i va descomptar els informes de sis tancs mitjans i setanta tancs lleugers com a exagerats: un greu error d'intel·ligència.
En una reunió amb Mackay la vigília de Nadal de 1940, O'Connor va visitar Mackay a la seu de la division i li va ordenar que preparés un atac a Bardia. O'Connor va recomanar que es construïssin al voltant dels 23 tancs Matilda del 7è Regiment de Tancs Reials (Tient Coronel R.M. Jerram) que romanien en funcionament. L'atac s'havia de fer amb només dues brigades, deixant la tercera per a un posterior avanç a Tobruk. Mackay no compartia l'optimisme d'O'Connor sobre la perspectiva d'una victòria fàcil i va procedir en el supòsit que Bardia es mantindria decididament, requerint un atac ben planificat similar al que es requeria per trencar la línia Hindenburg el 1918. El pla desenvolupat per Mackay i el seu cap d'estat major, el coronel Frank Berryman, va implicar un atac de la brigada occidental d'infanteria de Bardia per part de la 16a brigada australiana (brigadier Arthur "Tubby" Allen) a la cruïlla dels sectors Gerfah i Ponticelli. Atacar a la cruïlla de dos sectors confondria la defensa. Les defenses aquí eren més febles que al sector de Mereiga, el terreny era favorable per a l'ocupació dels tancs Matilda i era possible una bona observació per a l'artilleria. També hi havia la perspectiva que un atac aquí podria dividir la fortalesa en dos. La 17a brigada d'infanteria australiana (brigadier Stanley Savige) explotaria llavors la bretxa a les defenses de la fortalesa en la segona fase. La major part de l'artilleria, agrupada com el "Grup Frew" sota el comandament del tinent coronel britànic J.H. Frowen, donaria suport a la 16a Brigada d'Infanteria australiana; la 17a seria recolzat pel 2/2 Regiment de Camp. En aquest cas, la densitat d'artilleria —96 canons per a un atac en un front de 800 iardes (730 m)— era comparable a la de la batalla del canal de Sant Quintí el setembre de 1918, quan 360 canons van donar suport a un atac en un front de 7.000 iardes (6.400 m). Mackay va insistir que l'atac requeria 125 rondes per arma. Es va haver d'ajornar al 3 de gener perquè aquesta munició s'hagués avançat.

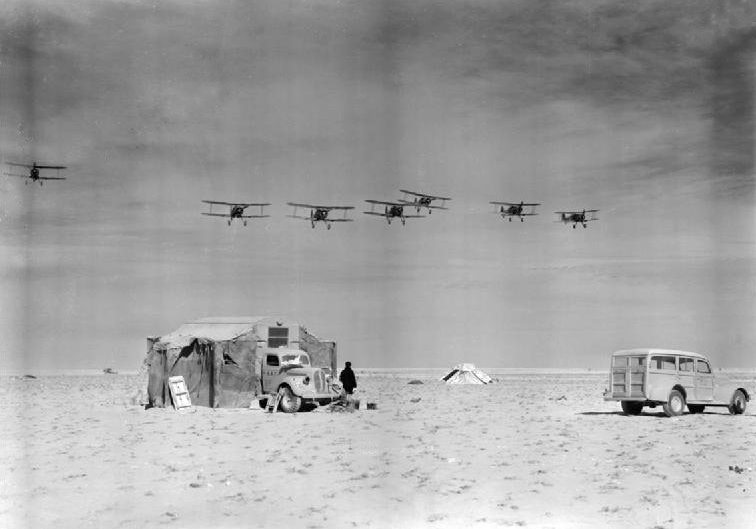
Avions biplà Gloster Gladiator de l'esquadró número 3 de la RAAF, tornant a un terreny d'aterratge prop de Sallum, després d'una patrulla sobre Bardia.

Molt depenia de la Força del Desert Occidental que avançava combustible, aigua i subministraments. El coronel George Alan Vasey, ajudant general adjunt de la 6a divisió australiana i intendent general (AA&QMG), va dir "Aquesta és una guerra Q". Els vehicles italians capturats i el combustible s'utilitzaven per transportar subministraments sempre que era possible. El 12 de desembre, una companyia de transport mecànic de reserva es va fer càrrec de 80 camions dièsel italians de 5 i 6 tones que havien estat capturats a Sidi Barrani. El 15 de desembre se'ls van unir cinquanta camions de 7 tones i mitja que van arribar de Palestina. Els britànics no estaven familiaritzats amb els motors dièsel i la manca de recanvis, el manteniment indiferent i el dur ús en condicions del desert aviat van passar factura, provocant moltes avaries. A finals de desembre, la flota de vehicles de la Força del Desert Occidental només representava el 40% de la seva força d'establiment.
Els subministraments s'emmagatzemaven al Dipòsit de Subministraments de Camp 8 a Sallum, on els Royal Engineers van construir un embarcador. Les tropes de la 16a Brigada d'Infanteria van començar a treballar al port el 18 de desembre. Aviat es van unir dues companyies d'enginyers del Regiment de Xipre i un destacament d'enginyers del Regiment de Palestina. Les botigues van ser transportades al 8 Dipòsit de Subministraments de Camp per la 4a Companyia Mecànica de Transport de Nova Zelanda.
El port va ser objecte de bombardejos de llarg abast per canons mitjans a Bardia, conegut pels australians com "Bardia Bill" i d'atacs aeris italians. Només es va poder estalviar una bateria antiaèria per a Sallum. Un atac aeri la vigília de Nadal va matar o ferir 60 neozelandesos i xipriotes. Sense una xarxa d'avís adequada, la intercepció era molt difícil. El 26 de desembre vuit Gloster Gladiators de l'esquadró número 3 de la RAAF van albirar i atacar deu bombarders Savoia-Marchetti SM.79 escortats per 24 caces biplans Fiat CR.42 sobre el golf de Sallum. Els australians van afirmar haver abatut dos CR 42, mentre que tres Gladiators van resultar danyats.
El 23 de desembre el transport d'aigua Myriel va arribar a Sallum amb 3.000 tones d'aigua, mentre que el monitor HMS Terror va portar 200 tones més. L' aigua es portava als tancs d'emmagatzematge de Fort Capuzzo. Es van fer esforços per emmagatzemar 8 dipòsits de subministrament de camp amb un subministrament de combustible per a set dies, magatzems i 500 cartutxos per arma de munició. L'esforç per fer-ho va procedir satisfactòriament malgrat els atacs aeris italians i les tempestes de sorra encegadores. Es van fer esforços d'última hora per rectificar l'escassetat d'equipament de la 6a divisió australiana. Durant els últims dies abans de la batalla, es van obtenir uns 95 vehicles addicionals, dels quals 80 estaven destinats a transportar munició. Es va repartir un enviament d'11.500 jerkins de cuir sense mànigues per protegir-se del fred i filferro de pues, així com 350 jocs de tallafilferros italians capturats . La 17a Brigada d'Infanteria d'Austràlia finalment va rebre els seus morters de 3 polzades, però els va trobar sense mira. Un oficial va tornar al Caire per obtenir-los a temps. Uns 300 parells de guants i 10.000 iardes (5,7 milles; 9,1 km) de cinta de marcatge van arribar amb només unes hores per al final. Els guants es van repartir però la cinta no va arribar a temps a la 16a Brigada d'Infanteria, per la qual cosa van esguinçar la franel·la de netejar els rifles i es va utilitzar en el seu lloc.

## La batalla

### Operacions aèries i navals

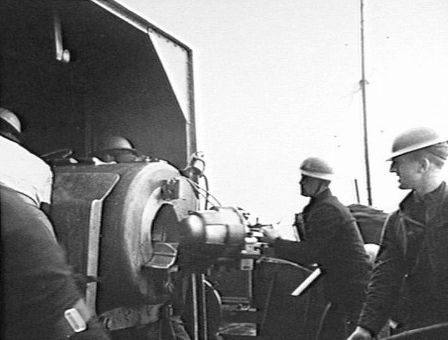
Artillers del bombardejant Bardia abans de l'assalt, 2 de gener de 1941

Al desembre es van realitzar una sèrie d'atacs aeris contra Bardia, amb l'esperança de persuadir la guarnició de retirar-se. Una vegada que va quedar clar que els italians tenien la intenció de lluitar, les prioritats de bombardeig es van traslladar a les bases aèries italianes al voltant de Tobruk, Derna i Benina. Els atacs aeris a Bardia es van reprendre abans de l'assalt terrestre, amb 100 sortides de bombardeig contra Bardia entre el 31 de desembre de 1940 i el 2 de gener de 1941, culminant amb un atac especialment intens dels bombarders Vickers Wellington del 70è esquadró i Bristol Bombays del 216 la nit del 2/3 de gener de 1941. Lysandres de l'esquadró 208 va dirigir el foc d'artilleria. Caces dels esquadrons 33, 73 i 274 van patrullar entre Bardia i Tobruk.
El matí del 3 de gener es va dur a terme un bombardeig naval pels cuirassats de la classe Queen Elizabeth HMS Warspite, Valiant i Barham i els seus destructors escortes. El portaavions HMS Illustrious va proporcionar avions per observar i protegir els caces. Es van retirar després de disparar 244 obusos de 15 polzades (380 mm), 270 de 6 polzades (150 mm) i 240 de 4,5 polzades (110 mm), lliurant-los a HMS Terror i les canoneres de classe Insectes HMS Ladybird, Aphis i Gnat. En un moment donat, el foc del Terror va fer que part del penya-segat prop de la ciutat cedís, emportant-hi posicions artilleres italianes.

### Trencament

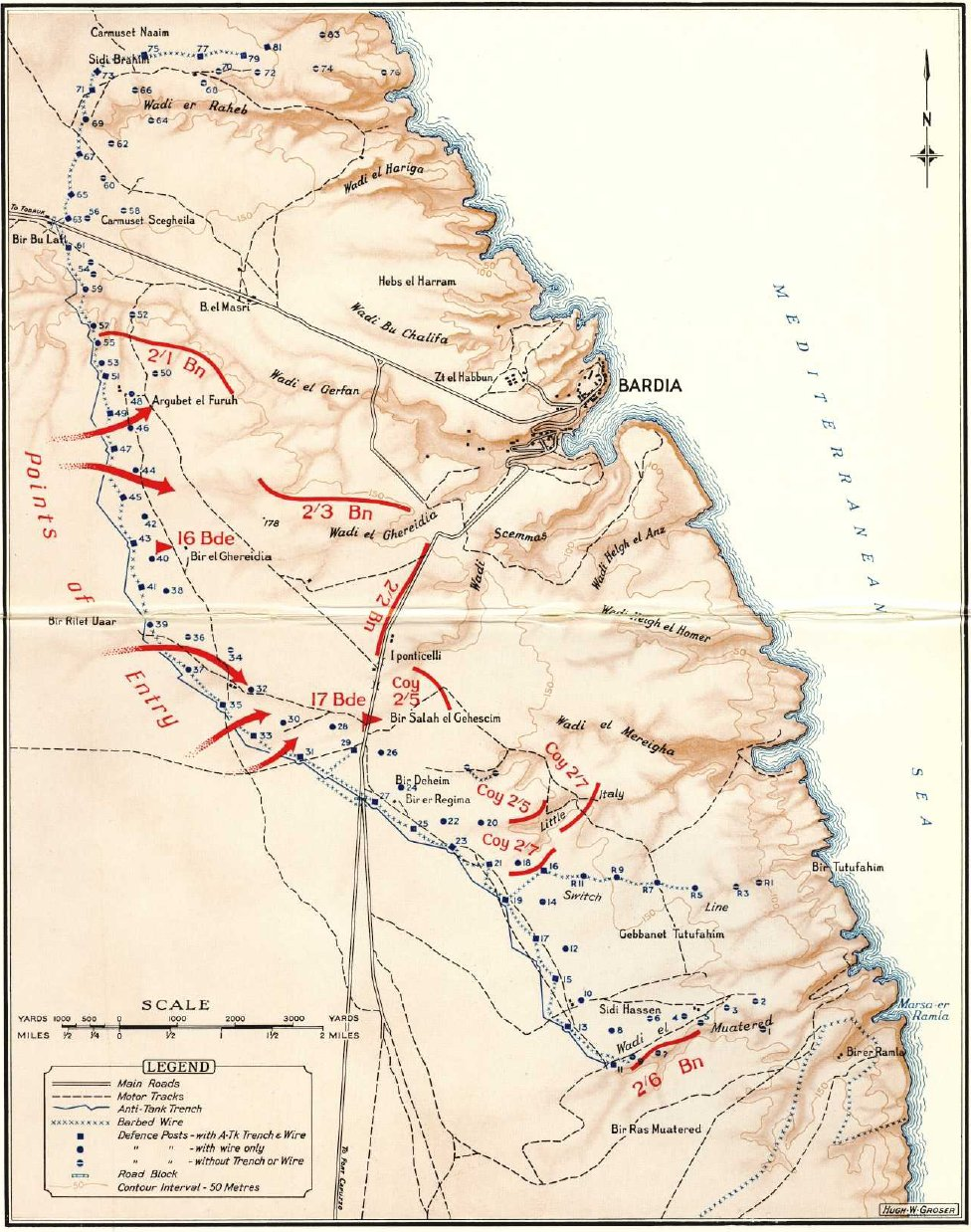
Batalla de Bardia. Posició al capvespre del 3 de gener de 1941.

Les tropes d'assalt es van aixecar d'hora el 3 de gener de 1941, van menjar un àpat i van beure una mica de rom. Les companyies líders van començar a moure's cap a la línia de sortida a les 04.16 h. L'artilleria va obrir foc a les 05.30 h. En creuar la línia de sortida, el 2/1r Batalló d'infanteria, sota el comandament del tinent coronel Kenneth Eather, va caure sota foc de morter i artilleria italià. Els pelotons de capdavant van avançar acompanyats dels sapadors de la 2/1a Companyia de Camp que transportaven torpedes Bangalore —tubs de 12 peus (3,7 m) plens d'ammonal— , quan el foc de l'artilleria italiana va començar a aterrar, principalment darrere d'ells. Un obús italià va esclatar entre una patrulla líder i va fer detonar un torpede Bangalore, provocant quatre morts i nou ferits. Els torpedes es van lliscar sota el filferro de pues a intervals de 60 iardes (55 m). Es va sonar un xiulet com a senyal per detonar els torpedes, però no es va poder escoltar per sobre del soroll de la presa. Eather es va posar ansiós i va ordenar al grup d'enginyers més proper que detonés el seu torpede. Això ho van sentir els altres equips i van seguir el mateix.
La infanteria es va posar dempeus i es va precipitar cap endavant mentre els sapadors es van afanyar a trencar els costats de la rasa antitanc amb pics i pales. Van avançar en una sèrie de llocs ocupats pel 2n i 3r Batallons del 115è Regiment d'Infanteria italià.  Els Posts 49 i 47 es van envair ràpidament, igual que el Post 46 a la segona línia més enllà. En mitja hora també havia caigut el Post 48 i una altra companyia havia pres els Posts 45 i 44. Les dues companyies restants avançaven ara més enllà d'aquestes posicions cap a un mur de pedra baix mentre el foc d'artilleria començava a caure al llarg del cable trencat. Els italians van lluitar des de darrere de la muralla fins que els australians van ser dins d'ella, atacant amb granades de mà i baionetes. Les dues companyies van aconseguir fer 400 presoners. El 2/2n Batalló d'Infanteria (Tient Coronel F.O. Chilton) va trobar que el millor era seguir avançant durant tot aquest avanç, perquè anar a terra durant qualsevol període significava seure enmig de les concentracions d'artilleria enemiga que van infligir més baixes. Les tropes australianes van avançar bé, es van preparar sis creuaments de tancs i s'havien detectat mines entre elles i el cable. Cinc minuts més tard, els 23 Matildes del 7è Regiment de Tancs Reials van avançar, acompanyats pel 2/2n Batalló d'Infanteria. Passant pels buits, van girar a la dreta per la doble línia de pals.

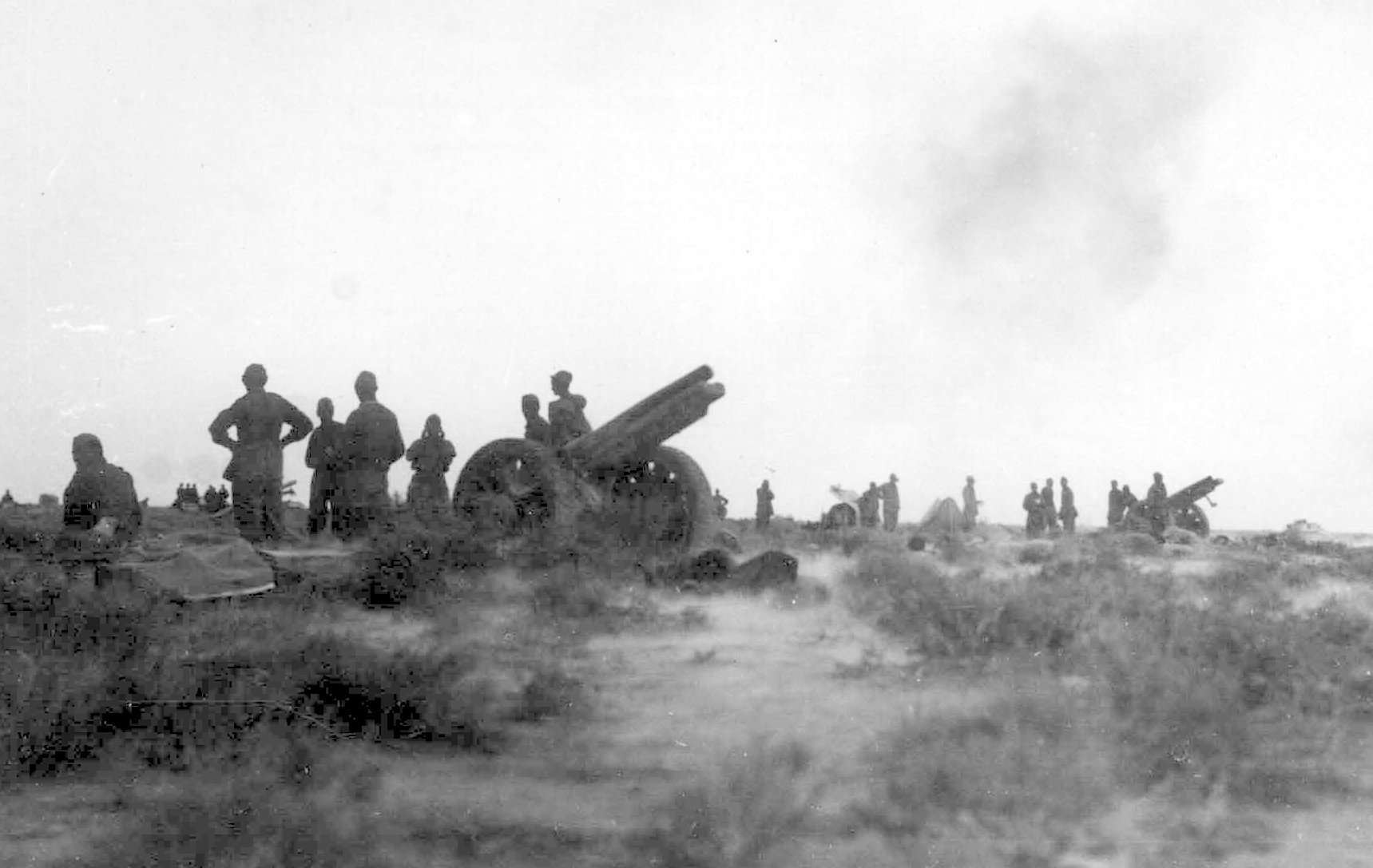
L'artilleria italiana disparava contra les posicions aliades durant la batalla.

A les 7.50 h, el 2/3r Batalló d'Infanteria (Tient Coronel V.T. England), acompanyat pels portadors de canons Bren de l'Esquadró A, 2/6è Regiment de Cavalleria (Major Denzil MacArthur-Onslow) es va traslladar cap a Bardia. La companyia del major J.N. Abbot va avançar als càrrecs italians i va atacar un grup de sangers. Els defensors italians van ser netejats amb granades. A les 09:20 totes les companyies estaven en els seus objectius i s'havien enllaçat amb el 2/1er Batalló d'Infanteria. Tanmateix, els Universal Carries van trobar problemes mentre avançaven durant l'atac inicial. Un va ser colpejat i destruït a l'avanç i un altre al llarg del Wadi Ghereidia.
El 2/3r Batalló d'Infanteria va ser atacat ara per mitja dotzena de tancs M 13/40 italians que van alliberar un grup de 500 presoners italians. Els tancs van continuar rebombant cap al sud mentre les tripulacions britàniques del Matildas "gaudint d'un breu, van rebutjar els informes d'ells com una exageració antípoda". Finalment, van ser emprats per un escamot anticarro de tres 2 lliures muntats sobre portees. El canó del caporal A.A. Pickett va destruir quatre d'ells fins que el seu porter va ser colpejat, matant un home i ferint Pickett. Els supervivents van tornar a posar l'arma en acció i van eliminar un cinquè tanc. El portee va tornar a ser colpejat pel foc del sisè tanc, ferint mortalment un altre home; però també va ser noquejat per altres 2 lliures. Al migdia, 6.000 presoners italians ja havien arribat als prebosts al punt de recollida proper al Post 45, escortats per cada cop menys guàrdies que les companyies de fusilers es podien permetre el luxe de separar. El perímetre italià s'havia trencat i l'intent d'aturar l'assalt australià a les defenses exteriors havia fracassat.

### Seguiment
El 2/5è Batalló d'Infanteria del major H. Wrigley de la 17a Brigada d'Infanteria del brigadier Stanley Savige, reforçat per dues companyies del 2/7è Batalló d'Infanteria del tinent coronel T.G. Walker , es va fer càrrec de l'avanç. La tasca del batalló era netejar "The Triangle", una característica del mapa creada per la intersecció de tres vies al nord del Post 16. La força de Wrigley va tenir una aproximació llarga i esgotadora, i gran part del seu moviment cap al punt de sortida havia estat sota el foc italià destinat a la 16a Brigada d'Infanteria. Esperant el seu torn per moure's, la força va buscar refugi a Wadi Scemmas i els seus afluents. Wrigley va convocar una conferència de coordinació final per a les 10:30, però a les 10:20 va ser ferit per una bala i el seu segon al comandament, el major G.E. Sell, va prendre el relleu. A la conferència, l'observador avançat del 2/2n Regiment de Camp va informar que havia perdut el contacte amb els canons i que no podia fer foc d'artilleria. Un comandant de la tropa de tancs britànic ferit també va informar que un dels seus tancs havia estat noquejat i els altres tres estaven sense combustible ni municions. No hi hauria suport de tancs fins que no s'haguessin reposat. Sell va decidir que l'atac s'havia de dur a terme sense ells.
La barrera d'artilleria va baixar a les 11:25 i cinc minuts més tard va començar l'avanç. El sol ja havia sortit, i la companyia D del capità C.H. Smith va caure sota el foc efectiu de les metralladores i l'artilleria de camp 700 iardes (640 m) al nord-est. En pocs minuts, tots els oficials de la companyia menys un i tots els seus suboficials superiors havien estat morts o ferits. El capità de la companyia C, W.B. Griffiths, va tornar la seva companyia al Wadi i va demanar un destacament de morters de 3 polzades i un escamot de metralladores Vickers del 1r Batalló dels Northumberland Fusiliers per disparar contra les posicions italianes. Això va resultar eficaç, i la companyia de Griffith i un grup de la Companyia A van treballar al llarg dels Wadi Scemmas, i finalment van fer 3.000 presoners.

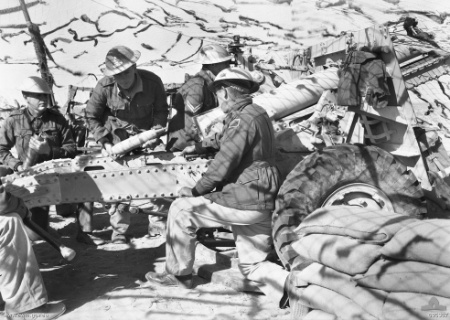
Tripulació d'un canó de 25 lliures del 2/1r Regiment d'Artilleria de Camp a Bardia

Mentrestant, la Companyia B del Capità D.I.A. Green del 2/7 Batalló d'Infanteria havia capturat els llocs 26, 27 i 24. Després que el Post 24 s'hagués ocupat, van arribar dos Matildas i van ajudar a prendre el Post 22. Quan els presoners eren atropellats, un va disparar a Green, després va llançar el seu rifle i es va enfilar. Immediatament va ser llençat enrere i va ser mort amb una metralladora Bren. El tinent C.W. Macfarlane, el segon al comandament, va haver d'impedir que les seves tropes matessin els altres presoners. L'incident va ser presenciat pels italians al Post 25 a uns 450 iardes (410 m) de distància, que es van rendir ràpidament. Amb l'ajuda dels Matildas, Macfarlane va poder capturar ràpidament els Posts 20 i 23. En aquest punt, un tanc es va quedar sense munició; el foc antitanc ja havia sortit de la pista d'un altre en l'atac al Post 20. No obstant això, els posts 18 i 21 van ser capturats sense suport blindat, utilitzant les tàctiques ja conegudes de granades, tall de filferro i assalt. Quan s'acostava la foscor, Macfarlane va intentar capturar el Post 16, però els defensors el van derrotar. Es va retirar al Post 18 de nit.
En conèixer les pèrdues del 2/5è Batalló d'Infanteria, el Major de Brigada G. H. Brock va enviar la Companyia A del Capità J.R. Savige del 2/7è Batalló d'Infanteria per prendre "El Triangle". Savige va reunir els seus pelotons i, amb el suport de foc de metralladores, va atacar l'objectiu, a 3.000 iardes (2.700 m) de distància. La companyia va capturar vuit canons de camp, moltes metralladores i prop de 200 presoners en el camí, però les baixes i la necessitat de separar els soldats com a escortes de presoners el van deixar amb només 45 homes al final del dia.
Se suposava que el 2/6è Batalló d'Infanteria del tinent coronel A.H.L. Godfrey havia «d'organitzar una demostració contra l'angle sud-oest del perímetre», realitzada pel 1r Batalló del 158è Regiment d'Infanteria italià i el 3r Batalló del 157è Regiment d'Infanteria italià.  En canvi, en el que els historiadors militars consideren un dels «exemples més desastrosos d'un CO que cerca deixar la seva empremta», Godfrey va decidir, en canvi, llançar un atac, desafiant les instruccions clares que havia rebut, i contra tota lògica militar bàsica i sentit comú. Encara que mal planificat i executat,  l'atac de Godfrey va aconseguir capturar el Post 7 i part del Post 9, però el Post 11 es va resistir tossudament.
Aquell vespre, el brigadier Savige es va apropar a la posició del 2/5è Batalló d'Infanteria per determinar la situació, que va valorar amb precisió com «extremadament confús; l'atac és estancat». Savige va adoptar un pla de Walker per a un atac nocturn, que va començar a les 12:30. Macfarlane va avançar al Post 16. Va enviar un escamot al voltant del flanc per tallar silenciosament el filferro pel costat oest, mentre liderava un altre escamot contra el costat nord. Un artiller de Bren va obrir foc prematurament, alertant els defensors, però els homes de Macfarlane van poder envair el post. La mateixa tàctica es va utilitzar per capturar el Post R11. Macfarlane havia de capturar el Post R9, però no va poder trobar-lo a les fosques. Les seves tropes van intentar capturar-la a l'alba, però els defensors estaven alerta i van respondre amb un gran foc. Amb l'ajuda d'un morter de 2 polzades, el segon intent va tenir èxit.
Mentrestant, la companyia D del capità G.H. Halliday es va desplaçar cap al sud contra el Post 19. Va cridar l'atenció dels defensors amb una demostració d'un pelotó davant del pal mentre la resta de la companyia es movia al voltant del pal i atacava silenciosament des de la part posterior. Aquesta maniobra va agafar els defensors per sorpresa i la companyia D va capturar el lloc —i 73 presoners— a les 02:30 h. Halliday va repetir aquesta tàctica contra el Post 14, que va ser pres a les 04:00 h amb 64 presoners. La captura dels dos llocs va costar un australià mort i set ferits. Un tercer intent contra el Post 17 va fracassar: els atacs anteriors havien alertat el lloc i la Companyia D va caure sota un fort foc de morter i metralladora. Es va desencadenar una batalla furiosa fins que el post va caure poc abans de l'alba. Altres 103 italians van ser capturats a costa de dos australians morts i nou ferits. Entre les víctimes i els homes separats com a escortes de presoners, la força de la companyia D va caure a 46 homes i Halliday va decidir aturar-se de nit.
Tot i que el progrés australià havia estat més lent que el que s'havia assolit durant la fase d'incorporació, la 17a Brigada d'Infanteria havia aconseguit resultats notables. S'havien capturat deu posts més, que representaven 3 quilòmetres (1,9 milles) de perímetre, s'havia trencat la línia de commutació i milers de defensors italians havien estat capturats. Per als italians, aturar l'avanç australià seria una tasca immensament difícil.

### Bardia cau
La tarda del 3 de gener, Berryman es va reunir amb Allen, Jerram i Frowen a la seu d'Allen al Post 40 per discutir els plans per a l'endemà. Es va acordar que Allen avançaria cap a Bardia i tallaria la fortalesa en dos, amb el suport dels canons de Frowen, tots els tancs disponibles, els carro Bren de MacArthur-Onslow i el 2/8è Batalló d'Infanteria, que Mackay havia assignat recentment des de la reserva. Allen va donar ordres en conseqüència. Durant la tarda el 6è Regiment de Cavalleria va ser retirat per convertir-se en la reserva de la brigada i el 2/5è Batalló d'Infanteria va rellevar el 2/2n per alliberar-lo per avançar l'endemà. Aquell vespre, Berryman va arribar a la conclusió que, tret que la defensa italiana s'enfonsés aviat, la 16a i la 17a Brigades d'Infanteria es tornarien incapaços de fer més esforços i es requeriria la 19a Brigada d'Infanteria del brigadier Horace Robertson. Mackay era més optimista amb la situació i va recordar a Berryman que les seves ordres havien estat capturar Bardia amb només dues brigades. Mentre discutien l'assumpte, O'Connor i Harding van arribar al quarter general de la 6a Divisió, i O'Connor va acceptar fàcilment el canvi de pla.
El 2/1er Batalló d'Infanteria va començar el seu avançament a les 09.00 hores, però el cap d'esquadra va caure sota el foc de la metralladora pesada del Post 54, i l'artilleria italiana va eliminar els morters de suport. El 3r Regiment de l'Artilleria Reial a Cavall]] es va enfrontar als canons italians i l'esquadra es va retirar. El coronel Eather va organitzar un atac formal al Post 54 per al 1330, després d'un bombardeig del lloc per artilleria i morters. Els canons italians van ser silenciats quan un obús australià va fer detonar un abocador de municions proper. Aleshores, els australians van capturar el post. Al voltant d'un terç dels seus defensors havien mort en els combats. Els 66 restants es van rendir. Això va provocar un col·lapse general de la posició italiana al nord. Els posts 56 i 61 es van rendir sense lluitar i les banderes blanques es van aixecar sobre els posts 58, 60, 63 i 65, i les posicions d'artilleria prop del Post 58. A la nit, els homes d'Eather havien avançat fins al Post 69 i només els catorze llocs més al nord encara aguantaven al sector de Gerfan.

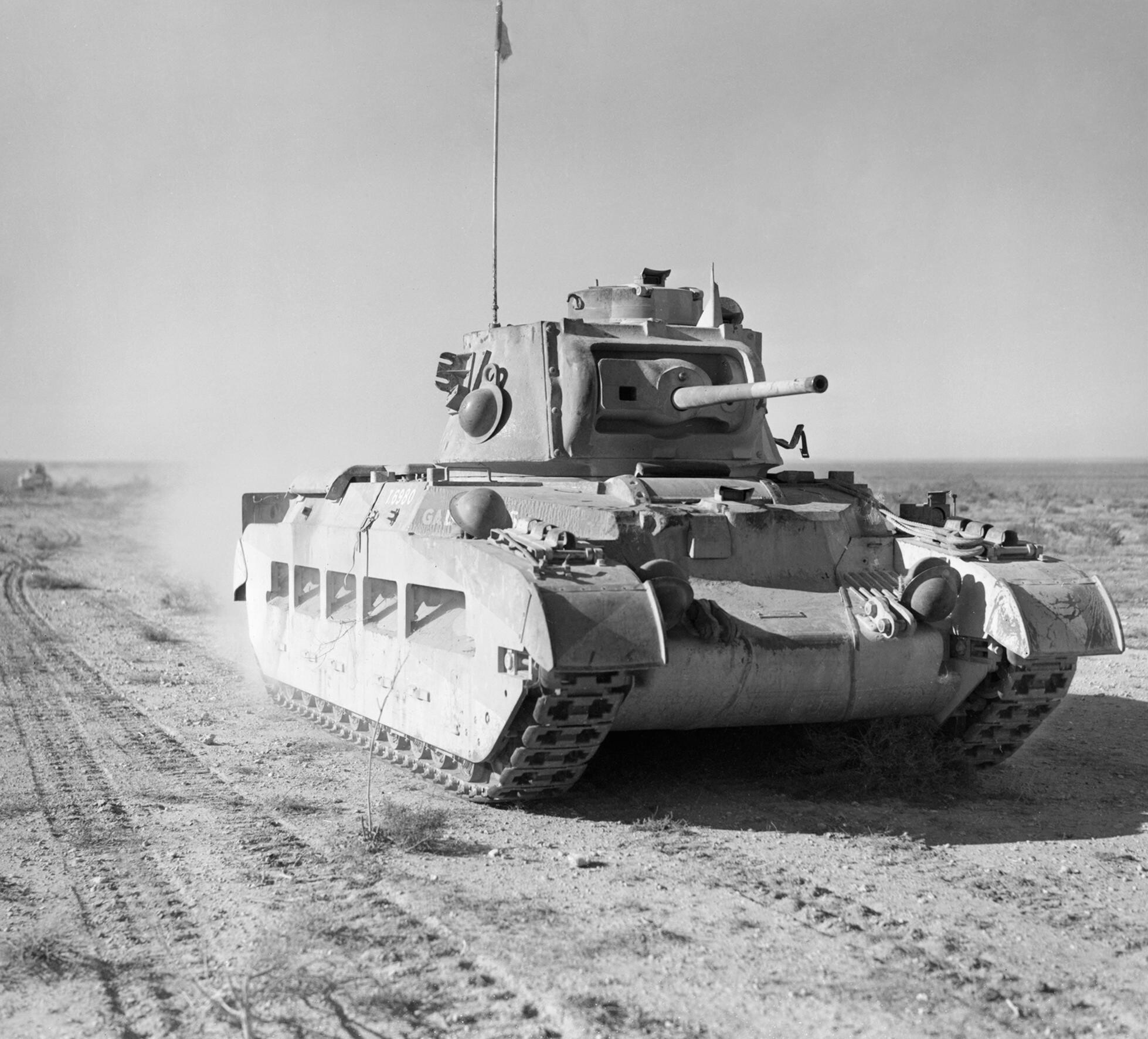
Un tanc Matilda del 7è Regiment de Tancs Reials

El 2/3r Batalló d'Infanteria del coronel England va ser recolzat pels canons del 104è Regiment de la Reial Artilleria Reial a Cavall i una tropa del 7è Regiment de Tancs Reials. Els tancs van arribar tard, i England va posposar el seu atac al 1030. El batalló va estar sota el foc de l'artilleria, principalment d'una bateria al nord de Bardia que després va ser ocupada i silenciada pel 104è Regiment d'Artilleria Reial a Cavall. L'avanç es va reprendre, només per caure sota el foc de metralladores i artilleria des de Wadi el Gerfan. Una secció de vuit homes sota el caporal F.W. Squires va ser enviada per reconèixer el wadi, però va atacar una posició de bateria i va tornar amb 500 presoners. Es va trobar que el wadi contenia un gran nombre de soldats italians d'unitats tècniques que, sense estar entrenats per al combat, es van rendir en gran nombre. Una companyia va capturar més de 2.000 presoners, inclosos 60 oficials.
El major de brigada, el major I.R. Campbell, va ordenar a MacArthur-Onslow, els portaavions del qual estaven controlant l'avanç d'England, que s'apoderés d'Hebs el Harram, el terreny alt que domina la carretera del municipi de Bardia. Els portaavionss de MacArthur-Onslow van descobrir un hospital italià amb 500 pacients, inclosos diversos australians, i 3.000 italians il·lesos. Deixant una petita partida a l'hospital sota el comandament del caporal M.H. Vause, que sabia parlar una mica d'italià, MacArthur-Onslow va avançar amb dos transports fins a l'Hebs el Harram, on van agafar més de 1.000 presoners. Els tancs i la resta de l'Esquadró A van continuar per la carretera de Bardia sota el foc intermitent d'artilleria, seguits per la Companyia C del 2/3 Batalló d'Infanteria. La columna va entrar a la ciutat a les 1600, els seus tancs disparaven algun tret ocasional.
El 2/2n Batalló d'Infanteria, recolzat pels tres tancs Matilda i els canons del 7è Regiment Mitjà, va avançar pel Wadi Scemmas cap a un fort italià al cap sud de Bardia. Després d'unes hores d'escalada, el 2/2 va arribar al cap i va atacar el fort a les 16:45. A l'interior del fort hi havia dos canons de 6 polzades, dos de camp i cinc altres canons del fort. Afortunadament, els canons de 6 polzades eren per a la defensa costanera i no van poder disparar terra endins. Un dels tancs va anar directament cap a la porta del fort. Els italians van obrir la porta i els tancs es van traslladar a l'interior, agafant la guarnició de 300 presoners. La Companyia D va seguir un camí de cabres que portava a la baixa de Bardia. Milers de presos van ser pres, la majoria d'unitats de servei. Dos transports del 2/5è Batalló d'Infanteria que patrullaven prop de la costa van capturar 1.500 presoners. El capità N.A. Vickery, un observador avançat del 2/1r Regiment de Camp, va atacar una bateria italiana al seu porta-pistoles Bren i va capturar 1.000 presoners.
Al final del segon dia, desenes de milers de defensors havien estat assassinats o capturats. La resta de guarnicions dels sectors Gerfan i Ponticelli estaven completament aïllades. Les unitats logístiques i administratives estaven sent desbordades. En reconèixer que la situació era desesperada, el general Bergonzoli i el seu estat major havien marxat a peu cap a Tobruk durant la tarda, en un grup d'uns 120 homes. El general Giuseppe Tellera, el comandant del Desè Exèrcit italià , va considerar la possibilitat d'enviar una força per rellevar la fortalesa de Bardia però al final va concloure que una operació d'aquest tipus no tenia cap possibilitat d'èxit.

### Conducció final
La matinada del 5 de gener, la 19a Brigada d'Infanteria va llançar l'atac al sector de la Meriega, partint de la carretera de Bardia i seguint una barrera d'artilleria d'arrancada cap al sud amb el suport de sis tancs Matilda, tot el que restava en funcionament. Els altres havien estat colpejats per obusos, immobilitzats per mines o simplement s'havien avariat. Els comandants de companyia del batalló capdavanter, el 2/11è Batalló d'Infanteria, no van rebre les seves ordres finals fins 45 minuts abans de l'hora d'inici, moment en què la línia de sortida es trobava a 3 milles (4,8 km). Com a conseqüència, el batalló va arribar tard, i l'atac previst de dues companyies va haver de ser dut a terme per una sola: la companyia C del capità Ralph Honner, encara que amb els sis Matildas a la seva disposició. Els homes d'Honner van haver de perseguir literalment el bombardeig i només l'havien posat al dia abans que cessés. A mesura que avançaven, van ser atacats per l'esquerra, per la dreta i per davant, però les baixes eren lleugeres. La majoria de les posicions es van rendir quan la infanteria i els tancs es van acostar, però això no va reduir el foc dels llocs més allunyats. A les 11:15, la companyia C havia arribat a la línia de commutació i va capturar el Post R5 i després R7. La Companyia B, seguint per l'esquerra, va netejar Wadi Meriega, capturant el general de  divisió Ruggero Tracchia i el general de brigada Alessandro de Guidi, els comandants, respectivament, de les divisions d'infanteria 62a i la 63a. En aquest punt, Honner es va aturar per consolidar la seva posició i permetre el pas del 2/4è Batalló d'Infanteria del tinent coronel Ivan Dougherty. Tanmateix, Honner va prendre la rendició dels Posts 1, 2 i 3 i els seus homes no van parar d'avançar.
Mentrestant, les guarnicions italianes del nord s'estaven rendint a la 16a Brigada d'Infanteria i al Grup de Suport de la 7a Divisió Blindada fora de la fortalesa;  el 2/8è Batalló d'Infanteria havia pres la zona sobre Wadi Meriega; i el 2/7 Batalló d'Infanteria havia capturat els llocs 10, 12 i 15. El coronel Godfrey es va sorprendre en descobrir que el 2/11è Batalló d'Infanteria havia capturat el Post 8. L'esquadra de transports del 2/6è Batalló d'Infanteria va atacar i capturar el Post 13 mentre que e 2/11è capurà el Post 6. L'únic post que encara mantenien els italians era l'11. El 2/6 Batalló d'Infanteria va renovar el seu atac, amb la infanteria atacant pel davant i els seus transports atacant per la rereguarda. Se'ls va unir uns Matildes des de les proximitats del Post 6. En aquest punt el comandant del lloc italià, que havia quedat ferit en la batalla, va abaixar la bandera i va aixecar una de blanca. Uns 350 soldats italians es van rendir al Post 11. A l'interior, els australians van trobar dos canons de camp, 6 canons anticarro, 12 metralladores mitjanes, 27 metralladores lleugeres i dos morters de 3 polzades. Godfrey va buscar el comandant del post italià —que portava una Creu Militar britànica obtinguda a la Primera Guerra Mundial— i li va donar la mà. "En un camp de batalla on les tropes italianes van guanyar poc honor", va escriure més tard Gavin Long, "l'últim a cedir va pertànyer a una guarnició la lluita decidida de la qual hauria fet crèdit a qualsevol exèrcit".

## Conseqüències

### Anàlisi

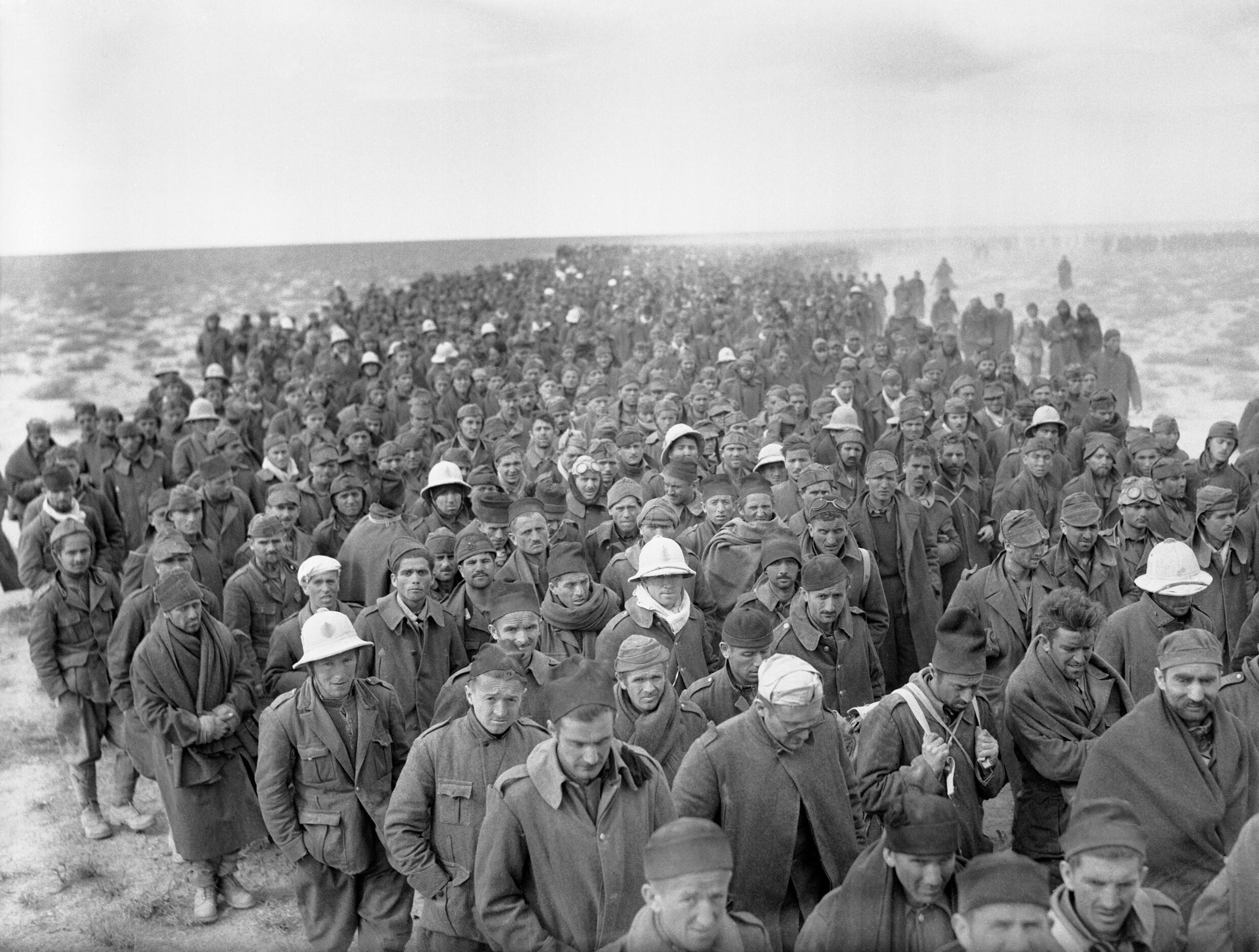
Soldats italians capturats durant la batalla de Bardia

La victòria a Bardia va permetre a les forces aliades continuar el seu avanç cap a Líbia i capturar gairebé tota la Cirenaica. Com la primera batalla de la guerra que va ser comandada per un general australià, planificada per un estat major australià i lluitada per tropes australianes, Bardia va ser de gran interès per al públic australià; els missatges de felicitació van arribar i la contractació de l'AIF va augmentar. John Hetherington, corresponsal de guerra, va informar que,
| «              | Homes que des de la infància havien llegit i sentit parlar de les gestes en la batalla de la Primera Força Imperial Australiana, que s'havien allistat i entrenat sota l'ombra de la reputació de soldats dels seus pares, havien passat pel seu calvari de foc i havien construït una reputació pròpia. | » |
| — Hetherington | |   |

Als Estats Units, els diaris van elogiar la 6a Divisió. Van aparèixer articles favorables al The New York Times i al Washington Times-Herald, que publicaven el titular «Hardy Wild-Eyed Aussies Called World's Finest Troops». Un article del Chicago Daily News va dir als seus lectors que els australians «en llur actitud realista cap a la política de poder, prefereixen enviar els seus nois a lluitar a l'estranger en lloc de lluitar en una batalla als suburbis de Sydney». Durant la batalla, Wavell havia rebut un telegrama del general Sir John Dill subratllant la importància política d'aquestes victòries als Estats Units, on el president Franklin D. Roosevelt intentava que es promulgués la Llei de Préstec i Arrendament; es va convertir en llei el març de 1941.
Mackay va escriure en una nota del diari el 6 de gener que «els alemanys ara no es poden mantenir fora d'Àfrica ara». A Alemanya Adolf Hitler no es va preocupar per les implicacions militars de la pèrdua de Líbia però sí que va quedar profundament preocupat per la perspectiva d'un revés polític que podria conduir a la caiguda de Mussolini. El 9 de gener de 1941, va revelar la seva intenció als alts comandants de la Wehrmacht d'enviar tropes alemanyes al nord d'Àfrica, a Unternehmen Sonnenblume; d'ara endavant, les tropes alemanyes van tenir un paper important en els combats al nord d'Àfrica.
Dins de la 6a Divisió, hi va haver recriminacions pel que es considerava que Berryman mostrava favoritisme cap a Robertson, un company soldat regular i graduat al Royal Military College, Duntroon, en un esforç per demostrar que els oficials regulars podien comandar tropes. Savige va considerar que algunes de les dificultats de la 17a Brigada d'Infanteria van ser causades per Berryman, a través d'un pla de batalla excessivament prescriptiu i complicat. La 6a Divisió va tenir la sort d'haver dibuixat un tipus de batalla "a peça fixa", el tipus que més s'adaptava a la seva doctrina i entrenament basats en la Gran Guerra. Es va generar confiança i experiència i els líders i el personal van treure importants lliçons tàctiques de la batalla. L'historiador oficial australià, Gavin Long, va considerar Bardia "una victòria per a un reconeixement atrevit, per a una planificació audaç però acurada, per a un esquema d'artilleria que va sotmetre el foc de l'enemic en el moment vital, i un assalt ràpid i continu d'infanteria que va trencar una bretxa en la línia de l'enemic". Atribuir l'èxit als tancs o a l'artilleria era "presentar Hamlet sense el príncep."

### Baixes
S'estima que 36.000 soldats italians van ser capturats a Bardia, 1.703 van morir (inclosos 44 oficials) i en van resultar ferits 3.740 (inclosos 138 oficials) . Uns quants milers (incloent el general Bergonzoli i tres dels seus comandants de divisió) van escapar a Tobruk a peu o en vaixells. Els aliats van capturar 26 canons de defensa costanera, 7 canons mitjans, 216 canons de camp, 146 canons antitanc, 12 tancs mitjans, 115 L3 i 708 vehicles. Les pèrdues australianes van ascendir a 130 morts i 326 ferits.

### Esdeveniments posteriors
Bardia no es va convertir en un port important ja que el subministrament per mar va continuar passant per Sollum, però es va convertir en una important font d'aigua, després de la reparació de la gran estació de bombeig que els italians havien instal·lat per donar servei al municipi i al fort Capuzzo. Les forces de l'Eix van tornar a ocupar la ciutat l'abril de 1941, durant l'operació Sonnenblume, la primera ofensiva de Rommel a la Cirenaica. Es van produir més combats entre el 31 de desembre de 1941 i el 2 de gener de 1942, abans que Bardia fos presa de nou per la 2a Divisió Sud-africana. Bardia va tornar a canviar de mans el juny de 1942, sent ocupada per les forces de l'Eix per tercera vegada i va ser presa de nou per última vegada al novembre sense oposició, després de la victòria aliada a la Segona Batalla d'El Alamein.